# Göhren (Ludwigslust-Parchim)
Göhren è una località del comune di Tramm del Meclemburgo-Pomerania Anteriore, in Germania.
Appartiene al circondario (Kreis) di Ludwigslust-Parchim (targa PCH) ed è parte della comunità amministrativa (Amt) di Crivitz.
Fino al 2011 è stato un comune autonomo.